# Dryomys niethammeri
Dryomys niethammeri is een zoogdier uit de familie van de slaapmuizen (Gliridae). De wetenschappelijke naam van de soort werd voor het eerst geldig gepubliceerd door Holden in 1996.

## Voorkomen
De soort komt voor in Pakistan.